# Arriondo
Arriondo (en asturiano y oficialmente Arriondu) es un pueblo perteneciente a la parroquia de Santa Eulalia, en el concejo de Cabranes
Está ubicado a una altura aproximada de 300m sobre el nivel del mar, y cuenta con una población de 32 habitantes.
El patrón de este pueblo es San Roque, cuya fiesta se celebra el domingo de la semana del 16 de agosto